# Jan Milikowski

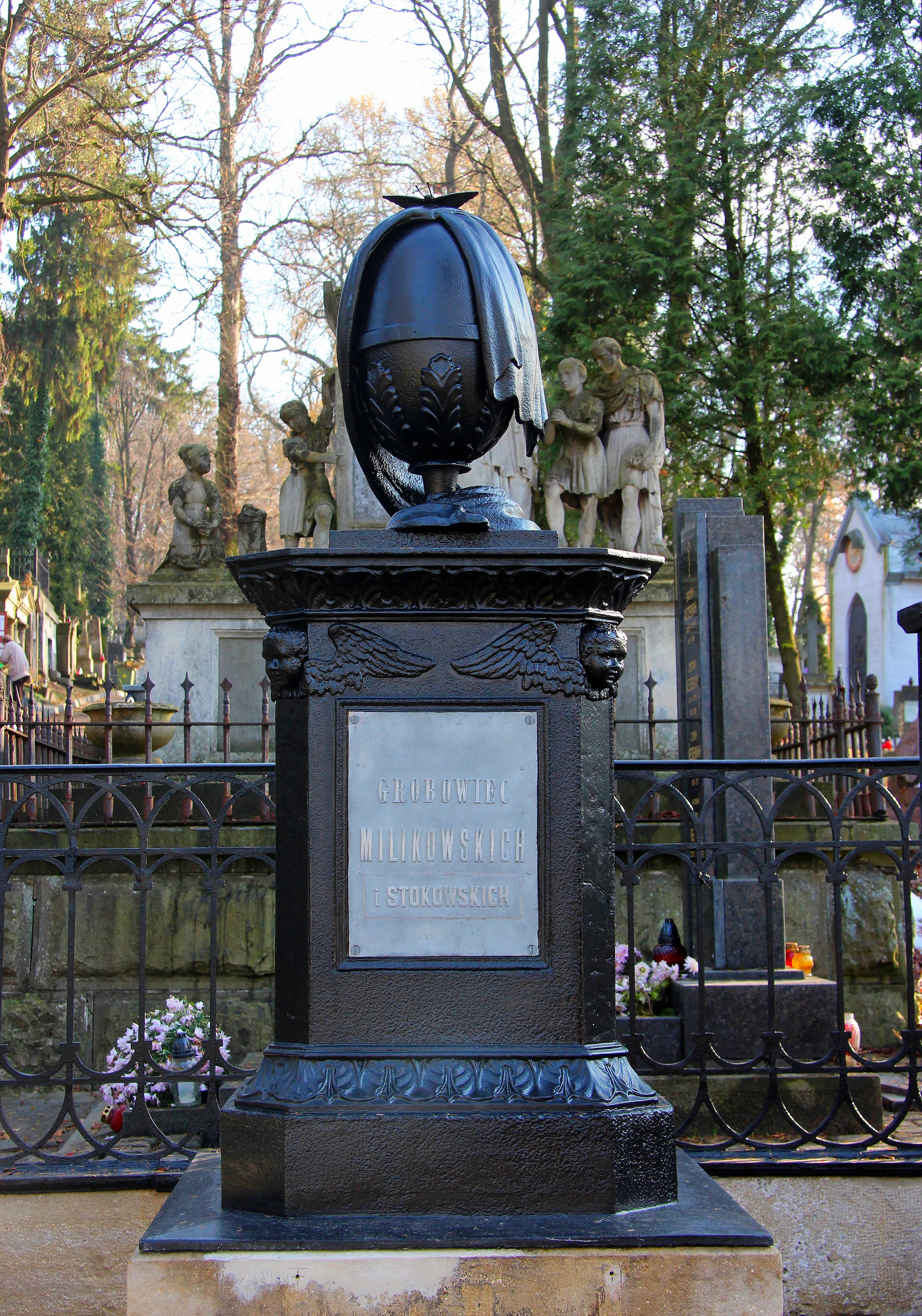

Jan Milikowski (ur. w czerwcu 1782 w Oldrzychowicach, zm. 16 sierpnia 1866 we Lwowie – polski księgarz, członek Wydziału Towarzystwa Gimnastycznego „Sokół” we Lwowie w 1867 roku.
Potomek chłopskiej rodziny. Ukończył gimnazjum w Podolińcu i w Bratysławie. Później pracował jako nauczyciel w szkole ewangelickiej w Końskiej. W 1803 osiadł we Lwowie, gdzie znalazł zatrudnienie w księgarni Karola Gottlieba Pfaiffa. W 1822 z Ignacym Kühnem otworzył własną firmę „Kühn i Milikowski”. Po śmierci wspólnika w 1835 został jedynym właścicielem.
Milikowski otworzył filie w Tarnowie i Stanisławowie. Próbował też w Kijowie, ale nie otrzymał zgody austriackich władz.
Utrzymywał kontakty z polską emigracją, sam jeździł do Paryża. Jako pierwszy księgarz zaoferował Adamowi Mickiewiczowi wydanie Pana Tadeusza. Pomysł jednak nie doczekał się realizacji. W 1849 przekazał prowadzenie księgarni swoim synom Janowi i Edmundowi. W 1868 Edmund odsprzedał filię w Tarnowie Wilhelmowi Gaździe.
Milikowski utrzymywał związki ze Śląskiem Cieszyńskim. Obdarowywał swoimi książkami m.in. bibliotekę gimnazjum ewangelickiego i Czytelni Ludowej w Cieszynie. U niego pracowali m.in. pochodzący ze Śląska Cieszyńskiego bracia Jan i Paweł Jeleń oraz Jan Andrzej Pelar.
Został pochowany na cmentarzu Łyczakowskim.